# Brompton Bicycle
Brompton Bicycle är en brittisk tillverkare av hopfällbara cyklar baserad i Greenford väster om London.
Bromptons fällbara cykel och tillbehör är företagets kärnprodukt. Modellerna är baserade på samma svängbara ram med däckstorleken 16-tum. Olika modeller skiljer sig åt genom att konstruktionsdetaljer lagts till, tagits av eller bytts mot lättviktskomponenter i titan. Den modulära grunddesignen har behållits i stort sett oförändrad och utgår fortfarande från Andrew Ritchies patent från 1979. Ritchie tilldelades 2009 Prins Philips designpris för sitt arbete med cykeln.
Brompton producerar omkring 40 000 cyklar per år (2012). Företagets cyklar finns också att hyra.

## Galleri

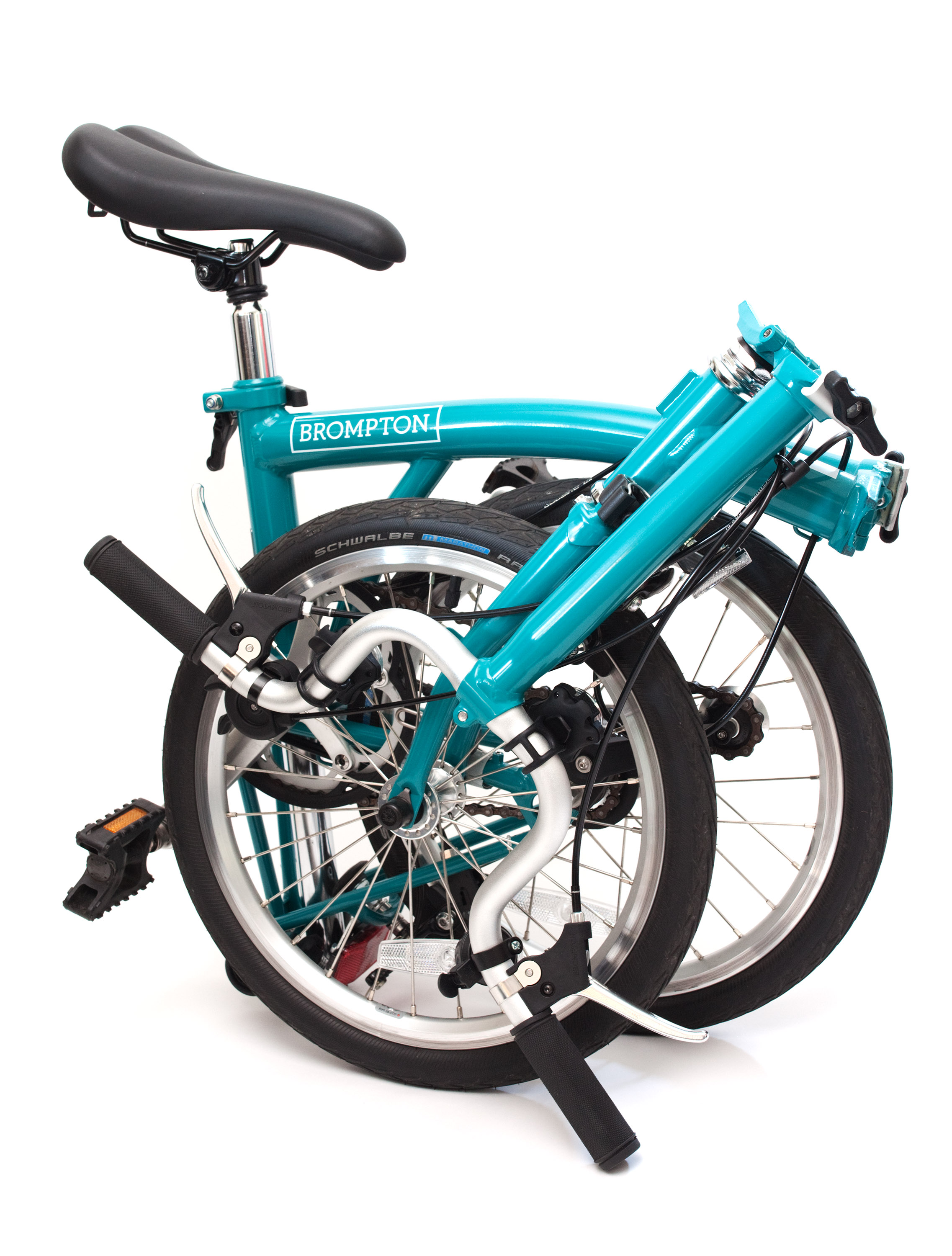
En hopvikt Brompton B75.
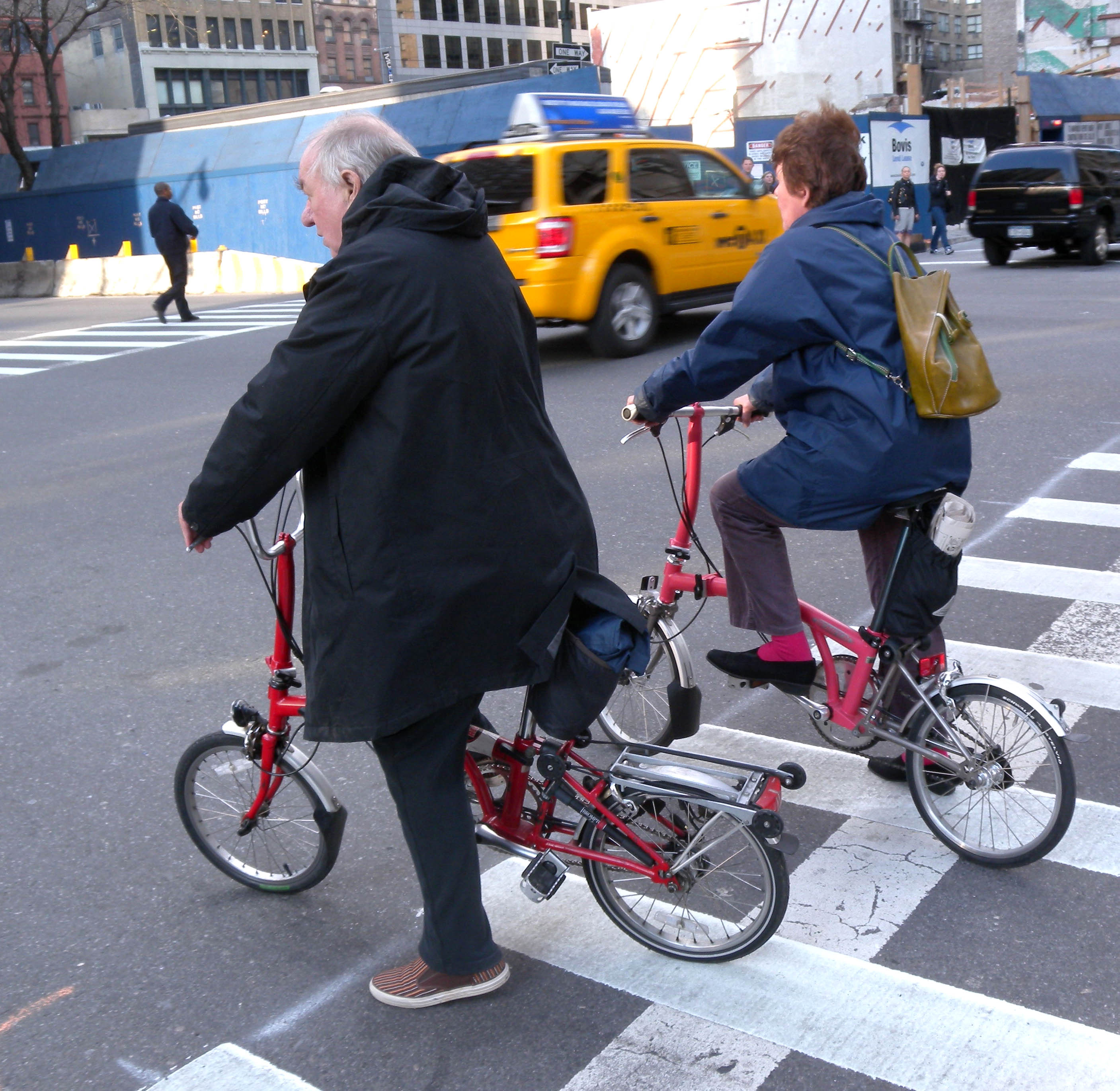
Modell med klassisk styrstång och pakethållare (vänster) och modell med S-styrstång utan pakethållare.
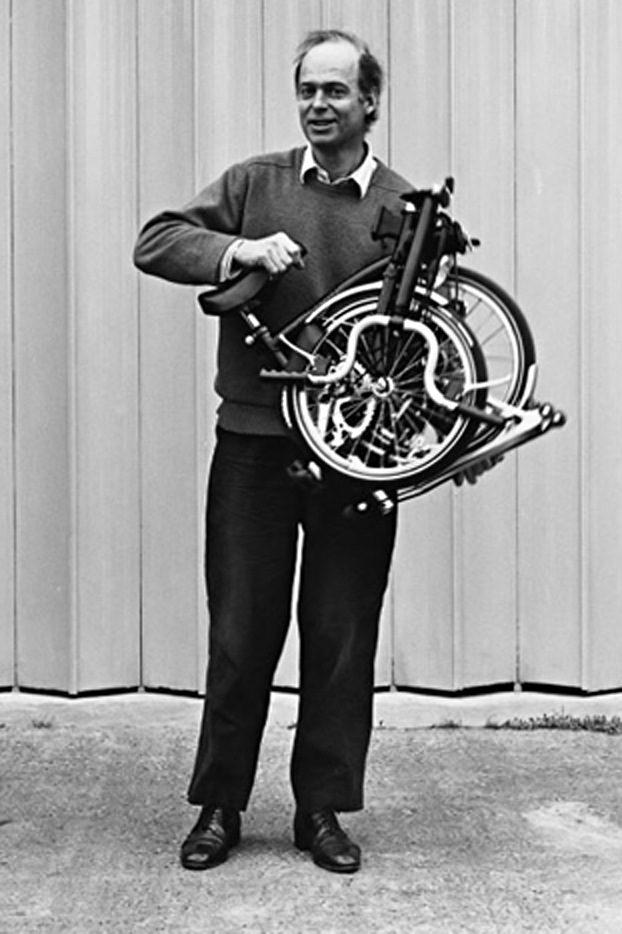
Grundaren Andrew Ritchie med sin Brompton.